# 岡山市立平福小学校
岡山市立平福小学校（おかやましりつひらふくしょうがっこう）は、岡山県岡山市南区平福1丁目にある公立小学校。
岡山市立福浜小学校から分離した学校で2025年に創立50周年を迎えた。

## アクセス
- 岡山北方面から

国道2号線福浜交差点を南下し，平福歩道橋先を左折
- 岡山南方面から

岡南大橋西詰め交差点を北上し，平福歩道橋手前を右折
- 岡電バス

岡山駅東口～天満屋～築港元町、中央市場行きで「平福」下車バス停から徒歩約3分

## 校歌
1.　備南の平野　はるばると　みどりの風の吹くところ　若いいのちを　清らかに　育てるわれらが　平福小　ああ新生の　声ぞわく
2.　かがやく波の　旭川　東の方に　見下ろして　ともに行く手も　がっちりと　進むわれらが　平福小　ああ発展の　旗ぞ鳴る
3.　ここ躍進の　岡南に　仰ぐ校舎も　どっしりと　ゆるがぬ力　鍛えつつ　励むわれらが　平福小　ああ栄光の　にじぞたつ

## 教育目標
自主性・創造性に富み，心身ともに健康で心豊かな子どもを育てる
めざす子どもの姿と育む5つの力

## 通学区域が隣接している学校
- 岡山市立福島小学校
- 岡山市立南輝小学校
- 岡山市立福浜小学校
- 岡山市立平井小学校
- 岡山市立操南小学校
- 岡山市立操明小学校